# Christian Liger
Pour les articles homonymes, voir Liger.
Christian Liger est un écrivain et critique littéraire français né à Nîmes le 24 août 1935 et mort dans la même ville le 3 décembre 2002.

## Biographie
Le père de Christian Liger, Fernand, chef de bureau à la mairie de Nîmes, avait déjà été admis à l'Académie de Nîmes comme correspondant.
Il fait ses études à Nîmes puis à l'Université de Montpellier. Il est docteur ès lettres avec une thèse sur Les Débuts d’André Suarès (1969).
Après avoir été professeur de français au collège Jules-Verne à Nîmes, puis professeur de Lettres et Culture générale dans les classes préparatoires du lycée Alphonse-Daudet à Nîmes, et chargé de cours en Histoire des Arts à l'Université Paul-Valéry de Montpellier, il se consacre entièrement à l'écriture : romans, essais, théâtre.
Son dernier livre, Le Roman de Rossel (biographie romancée de l'officier Ministre délégué à la Guerre de la Commune de Paris Louis-Nathaniel Rossel) a obtenu :
- le Grand Prix du Livre d'Histoire de la Société des Gens de Lettres 1998
- la bourse Goncourt de la biographie 1998, décernée la samedi 26 septembre à Nancy, à l'unanimité
- le prix Michel Dard 1999.

Christian Liger était membre de l'Académie de Nîmes. Il fut conseiller municipal, puis adjoint de Jean Bousquet.

## Postérité
En octobre 2007, une salle de spectacle est inaugurée à son nom au centre Pablo Neruda de la ville de Nîmes (place Hubert Rouger).

## Théâtre
Auteur
- 1963 : Le Sorcier, mise en scène Marie-Claire Valène Théâtre du Tertre Paris

Adaptation
- 1975 : Jésus II, d'après Joseph Delteil, mise en scène Jacques Échantillon, Tréteaux du Midi

## Œuvres
- 1963 : Les Noces de Psyché, Gallimard.
- 1984 : Histoire d'une famille nîmoise, les Paulhan, Cahiers Jean Paulhan, Gallimard.
- 1987 : Nîmes sans visa : portrait d'une ville, Ramsay.
- 1992 : Trois jours de chasse en montagne, Ed. Robert Laffont.
- 1996 : Les Marches du Palais, Ed. Robert Laffont.
- 1998 : Le Roman de Rossel, Ed. Robert Laffont.
- 1999 : La Nuit de Faraman, Ed. Robert Laffont.
- 2001 : Il se mit à courir le long du rivage, Ed. Robert Laffont.
- 2010 : Nouvelles de l'exil, Atelier baie.